# Samantha Harvey
Samantha Harvey (Kent, 1975) è una scrittrice britannica.

## Biografia
Nata nel Kent nel 1975, vive e lavora a Bath e insegna scrittura creativa alla Bath Spa University. Dopo aver conseguito un M.A. in scrittura creativa e un dottorato di ricerca in filosofia alla Bath Spa University, ha esordito nella narrativa nel 2009 con il romanzo The Wilderness incentrato sulla vita di un architetto con la malattia di Alzheimer. Autrice di altri 4 romanzi, nel 2020 ha pubblicato il memoir The Shapeless Unease nel quale ha raccontato la sua battaglia contro l'insonnia durata un anno.

## Opere

### Romanzi
- The Wilderness (2009)
- All is Song (2012)
- Dear Thief (2014)
- Vento dell'Ovest (The Western Wind, 2018), Vicenza, Neri Pozza, 2020 traduzione di Massimo Ortelio ISBN 978-88-545-2109-4.
- Orbital (2023)

### Saggi
- The Shapeless Unease (2020)

## Premi e riconoscimenti

### Vincitrice
Betty Trask Prize
- 2009 con The Wilderness[6]

Staunch Book Prize
- 2019 con Vento dell'Ovest[7]

Booker Prize
- 2024 con Orbital[8]

Hawthornden Prize
- 2024 con Orbital[9]

### Finalista
Booker Prize
- 2009 nella longlist con The Wilderness[10]

Women's Prize for Fiction
- 2009 finalista con The Wilderness[11]